# هارولد هاغن
هارولد هاغن (بالإنجليزية: Harold Hagen)‏ هو صحفي ومربي وسياسي أمريكي، ولد في 10 نوفمبر 1901 في الولايات المتحدة، وتوفي في 19 مارس 1957 في نفس البلد. حزبياً، نشط في الحزب الجمهوري. وقد انتخب عضو مجلس النواب الأمريكي.